# Lover's Leap
Lover's Leap is de vijfde aflevering van het zesde seizoen van het tienerdrama Beverly Hills, 90210, die voor het eerst werd uitgezonden op 4 oktober 1995.

## Verhaal
Valerie herinnert alles weer over de zelfmoord van haar vader nu Davids moeder ook een poging heeft gedaan. Dit maakt haar zeer depressief en lusteloos. Sheila lijdt aan manische depressiviteit en heeft nu weer een terugval, omdat de medicijnen niet werken stelt de dokter om te beginnen met elektroshocktherapie. Dit ziet David totaal niet zitten en wil niet dat dit gebeurt. Hij trekt zich helemaal terug in zijn eigen en laat niemand dichtbij komen. Valerie krijgt nu ’s nachts nachtmerries over haar vader. Zij zoekt David op om hem te helpen en neemt hem mee naar een klif waar ze vaak komt als ze depressief is. Dan gaat ze op de rand staan en vraagt zichzelf af of ze nog wil leven. Nu zet ze David daar neer en vraagt hem ook die vraag. David wil leven en beseft dat de behandeling voor zijn moeder misschien haar laatste kans is. Hij gaat naar het ziekenhuis en praat met Sheila om haar te overtuigen. Ze wil eindelijk praten en gaat akkoord met de behandeling. Nu kan Valerie weer rustig slapen.
Dylan is voor de eerste keer bij Toni thuis en krijgt een rondleiding. Op haar vaders werkkamer ziet hij een foto staan waar Tony en Jack staan. Toni heeft alle vrienden van Dylan uitgenodigd voor diner, Dylan is hier niet zo blij mee. Brandon vraagt aan Susan of zij samen wil gaan, Susan geeft hem een keuze: ontslag nemen en dan kunnen ze samen gaan of blijven en apart gaan. Susan wil op het moment geen relatie op de werkvloer. Brandon wil ontslag nemen om met Susan te kunnen gaan, Susan is een beetje overdonderd maar ze wil dat Brandon zijn baantje houdt en ze zal gewoon met Brandon samen gaan. Als het diner bezig is wandelt Dylan alleen door het huis en gaat naar de werkkamer. Daar snuffelt hij door een bureau van Tony, hij wordt betrapt door Bruno en vertelt dat hij de wc aan het zoeken was. Als de groep later bij de Peach Pitt is, vertelt Dylan tegen Brandon dat hij verliefd is op Toni.
Tussen Steve en Clare bloeit iets moois op.

## Rolverdeling
- Jason Priestley - Brandon Walsh
- Jennie Garth - Kelly Taylor
- Ian Ziering - Steve Sanders
- Luke Perry - Dylan McKay
- Brian Austin Green - David Silver
- Tori Spelling - Donna Martin
- Tiffani Thiessen - Valerie Malone
- Joe E. Tata - Nat Bussichio
- Kathleen Robertson - Clare Arnold
- Jamie Walters - Ray Pruit
- Jason Wiles - Colin Robbins
- Carol Potter - Cindy Walsh (stem)
- Matthew Laurance - Mel Silver
- Emma Caulfield - Susan Keats
- Caroline Lagerfelt - Sheila Silver
- Rebecca Gayheart - Toni Marchette
- Stanley Kamel - Tony Marchette
- Wesley Allen Gullick - Willie de kok
- Cliff Weissman - Bruno